# 뤼도비크 파조
뤼도비크 파조(프랑스어: Ludovic Pajot, 1993년 11월 18일 ~ )은 국민전선을 대표하는 프랑스의 정치인이다. 2017년 6월 18일에 프랑스 의회 의원에 당선되었고 파드칼레주를 지역구로 하고 있다.
2017년 당시에 23세의 나이였던 현재 프랑스 의회에서 최연소 의원으로 알려져 있다. 농가에서 태어나 베튄 지역 모임의 위원으로 활동하였다.